# 原子力事故再発防止顧問会議
原子力事故再発防止顧問会議（げんしりょくじこさいはつぼうしこもんかいぎ）は、原子力安全規制に関する組織のあり方について検討するため、2011年10月、内閣官房に設置された機関である。

## 沿革
2011年9月30日、内閣府特命担当大臣（原子力損害賠償支援機構担当）細野豪志が閣議後の記者会見で経済産業省原子力安全・保安院などを再編し2012年4月に環境省の外局として発足を目指す原子力安全庁について有識者から意見を聴く「原子力事故再発防止顧問会議」を設置する、と発表した。10月4日、第1回会合開催。

## 組織

### 座長
- 松浦祥次郎 - 公益財団法人原子力安全研究協会評議員会長、元原子力安全委員会委員長、元日本原子力研究所所長[3]

### 委員
座長を含む11人。
- 飯田哲也 - 特定非営利活動法人環境エネルギー政策研究所所長
- 飯塚悦功 - 東京大学大学院工学系研究科特任教授、元日本品質管理学会会長
- 井川陽次郎 - 株式会社読売新聞東京本社論説委員
- 川勝平太 - 静岡県知事、元国際日本文化研究センター副所長・教授
- 北村正晴 - 東北大学名誉教授、日本原子力学会倫理委員会委員長
- 首藤由紀 - 株式会社社会安全研究所代表取締役所長
- 鈴木基之 - 東京大学名誉教授
- 住田裕子 - エビス法律事務所弁護士、元法務省法務大臣秘書官事務取扱
- 関村直人 - 東京大学大学院工学系研究科教授、品質保証研究会会長
- 高橋滋 - 法政大学法学部教授

### 事務担当
内閣官房原子力安全規制組織等改革準備室（室長：内閣審議官森本英香、職員数37名）